# توماس الكسندر سميث
توماس الكسندر سميث (بالإنجليزية: Thomas Alexander Smith)‏ هو سياسي أمريكي، ولد في 3 سبتمبر 1850 في غرينوود في الولايات المتحدة، وتوفي في 1 مايو 1932 في نيوارك في الولايات المتحدة. حزبياً، نشط في الحزب الديمقراطي. وقد انتخب عضو مجلس النواب الأمريكي.